# Жох Олег Сергійович
Олег Сергійович Жох (нар. 13 жовтня 1992, Оженин, Україна) — український рукоборець, дев'ятиразовий переможець чемпіонату світу, багаторазовий переможець і бронзовий призер чемпіонатів Європи у різних вагових категорях. Заслужений майстер спорту України (2012). Нагороджений орденом «За заслуги» III ступеня

## Життєпис
Олег Жох народився в селі Оженині на Рівненщині.
Займатися рукоборством почав, навчаючись на першому курсі Національного університету водного господарства та природокористування. Навчався Олег на факультеті менеджменту за спеціальністю «Транспортні технології». На своїх перших змаганнях, чемпіонаті Західної України, посів четверте місце. Одразу після цього почав тренуватися під проводом Олександра Комаревича й незабаром став чемпіоном України серед юнаків.
У 2010 році Жох посів третє місце на чемпіонаті Європи з армспорту в Москві та переміг у своїй ваговій категорії на змаганнях Nemiroff World Cup 2010. Наступного року він зміг здобути звання чемпіона на першості Європи у Анталії та Nemiroff World Cup 2011, а також додав до власного доробку «золото» чемпіонату світу 2011 року, що проходив у місті Алмати.
2012 рік виявився для Олега не менш вдалим за попередній. Здобувши золоті нагороди на чемпіонатах світу та Європи, а також звично перемігши своїх суперників у ваговій категорії до 70 кг на Nemiroff World Cup, Жох дещо здивував вболівальників та фахівців, посівши високе восьме місце у абсолютному заліку (серед спортсменів усіх вагових категорій) турніру A1 Russian Open. Особливо яскравою виявилася перемога над дагестанцем Зелімханом Занкархановим, власна вага якого перевищувала вагу Олега на 40 кг. Того ж року Жох отримав звання Заслуженого майстра спорту України.
2018 року Жох на 40-му чемпіонаті світу з армреслінгу, який відбувався  в місті Анталія (Туреччина) під егідою Світової федерації армреслінгу, увосьме став чемпіоном світу
Через місяць після тріумфу на чемпіонаті світу Жох по дорозі на змагання потрапив у смертельну ДТП. В аварії загинув батько рукоборця та його друг, з яким він також тренувався - армреслер із Тернопільщини Андрій Пушкар. Спортсмен утратив пам'ять і заново вчився ходити.
Перші офіційні змагання Жоха після відновлення - Чемпіонат України з армспорту, що відбулися у березні 2020 року, увінчалися успіхом. Олег Жох, виступаючи у ваговій категорії 80 кілограмів на ліву руку, здобув звання чемпіона України.
У жовтні 2021 року Олег Жох завоював золото Чемпіонату Європи з армспорту, а на початку грудня того ж року - дев'ятий титул чемпіона світу
У 2022 році посів друге місце в категорії до 85 кг на чемпіонаті світу з Армрестлінгу в Туреччині. У змаганнях взяли участь понад 1200 найсильніших армрестлерів з 54 країн світу. В Україні у 2022 році зайняв перше місце. Олегу призначена стипендія згідно з Указом Президента України №455/2022 «Про призначення стипендій Президента України для видатних спортсменів України з неолімпійських видів спорту та їх тренерів»..
11 лютого 2023 року здобув нагороду міжнародного турніру «Babaevs Cup 2023» в місті Шаффгаузен (Швейцарія) .